# شيمون إدري
شيمون إدري هو مدرب كرة قدم ولاعب كرة قدم إسرائيلي، ولد في 7 يونيو 1962 في كريات شمونة في إسرائيل. لعب مع Maccabi Herzliya F.C. ‏.